# Prêmio Guarani de Cinema Brasileiro 2009
O Prêmio Guarani de Cinema Brasileiro de 2009 é a décima quarta edição do Prêmio Guarani, organizada pela Academia Guarani de Cinema. Os indicados passaram por uma criteriosa avaliação de críticos de cinema de todas as regiões do Brasil, que elegeram cinco finalistas que se destacaram no cinema durante o ano de 2008 nas 19 categorias da premiação.

## Vencedores e indicados
Os vencedores estão em negrito, de acordo com o site Papo de Cinema:
| Melhor Filme | Melhor Direção |
| --- | --- |
| - Jogo de Cena – Bia Almeida e Raquel Freire Zangrandi - Chega de Saudade – Laís Bodanzky, Luiz Bolognesi, Caio Gullane, Fabiano Gullane e Débora Ivanov - Estômago – Marco Cohen, Cláudia da Natividade e Fabrizio Donvito - Feliz Natal – Vânia Catani e Selton Mello - Linha de Passe – Maurício Andrade Ramos, Walter Salles, Daniela Thomas e Rebecca Yeldham | - Eduardo Coutinho – Jogo de Cena - Laís Bodanzky – Chega de Saudade - Marcos Jorge – Estômago - Selton Mello – Feliz Natal - Walter Salles e Daniela Thomas – Linha de Passe |
| Melhor Atriz | Melhor Ator |
| - Sandra Corveloni – Linha de Passe como Cleusa - Alessandra Negrini – Cleópatra como Cleópatra - Carla Ribas – A Casa de Alice como Alice - Leandra Leal – Nome Próprio como Camila - Marília Pêra – Polaroides Urbanas como Magda / Magali | - João Miguel – Estômago como Raimundo Nonato - Leonardo Medeiros – Feliz Natal como Caio - Selton Mello – Meu Nome Não É Johnny como João Guilherme Estrella - Thiago Martins – Era Uma Vez... como Dé - Wagner Moura – Romance como Pedro                                                                     |
| Melhor Atriz Coadjuvante | Melhor Ator Coadjuvante |
| - Darlene Glória – Feliz Natal como Mércia - Andréa Beltrão – Romance como Fernanda - Cássia Kiss – Chega de Saudade como Marici - Djin Sganzerla – Falsa Loura como Brida "Briducha" - Júlia Lemmertz – Meu Nome Não É Johnny como Maria Lu Estrella | - João Baldasserini – Linha de Passe como Dênis - João Miguel – Mutum como Pai - Lúcio Mauro – Feliz Natal como Miguel - Rocco Pitanga – Era Uma Vez... como Carlão - Stepan Nercessian – Chega de Saudade como Eudes                                                                                           |
| Melhor Roteiro Original | Melhor Roteiro Adaptado |
| - Linha de Passe – George Moura e Daniela Thomas - Chega de Saudade – Laís Bodanzky e Luiz Bolognesi - Feliz Natal – Selton Mello e Marcelo Vindicatto - O Signo da Cidade – Bruna Lombardi - Romance – Guel Arraes e Jorge Furtado | - Estômago – Lusa Silvestre, Marcos Jorge, Cláudia da Natividade e Fabrizio Donvito - Meu Nome Não É Johnny – Mariza Leão e Mauro Lima - Mutum – Ana Luiza Martins Costa e Sandra Kogut - Nome Próprio – Melanie Dimantas, Elena Soarez e Murilo Salles - Onde Andará Dulce Veiga? – Guilherme de Almeida Prado |
| Melhor Fotografia | Melhor Direção de Arte |
| - Encarnação do Demônio – José Roberto Eliezer - Chega de Saudade – Walter Carvalho - Era Uma Vez... – Dudu Miranda e Paulo Souza - Feliz Natal – Lula Carvalho - Onde Andará Dulce Veiga? – Adrian Teijido | - Encarnação do Demônio – Cássio Amarante - Chega de Saudade – Marcos Pedroso - Os Desafinados – Clovis Bueno - Meu Nome Não É Johnny – Claudio Amaral Peixoto - Onde Andará Dulce Veiga? – Luis Rossi |
| Melhor Figurino | Melhor Maquiagem |
| - Encarnação do Demônio – David Parizotti - Chega de Saudade – André Simonetti - Cleópatra – Ellen Millet - Onde Andará Dulce Veiga? – Fabio Namatame - Romance – Cao Albuquerque | - Encarnação do Demônio – Denise Borro - Chega de Saudade – Doel Sauer Dromm - Cleópatra – Moa Batsow - A Guerra dos Rocha – Danielle Azevedo e Thaia Campos - Onde Andará Dulce Veiga? – Farid Tavares |
| Melhor Edição | Melhor Efeito Visual |
| - Jogo de Cena – Jordana Berg - Chega de Saudade – Paulo Sacramento - Era Uma Vez... – Eduardo Hartung - Linha de Passe – Gustavo Giani e Lívia Serpa - Última Parada 174 – Letícia Giffoni | - Encarnação do Demônio – André Kapel - Era Uma Vez... – Sergio Farjalla Jr - Onde Andará Dulce Veiga? – André Kapel - Polaroides Urbanas – Gustavo Hadba - Última Parada 174 – Sergio Farjalla Jr e Rogério Marinho                                                                                            |
| Melhor Som | Melhor Trilha Sonora |
| - Chega de Saudade – Alessandro Laroca - Encarnação do Demônio – Miriam Biderman e Ricardo Reis - Era Uma Vez... – Alessandro Laroca, Eduardo Virmond Lima e Juliana Lago - Meu Nome Não É Johnny – George Saldanha - O Signo da Cidade – Romeu Quinto | - Chega de Saudade – Eduardo Bid - Os Desafinados – Wagner Tiso - Feliz Natal – Plínio Profeta - Orquestra dos Meninos – Paulo Sergio Santos - Valsa para Bruno Stein – André Trento |
| Melhor Documentário | Revelação do Ano |
| - Jogo de Cena – Bia Almeida e Raquel Freire Zangrandi - Condor – Roberto Mader - Juízo – Diler Trindade - PanAir do Brasil – Maiza Figueira e Marco Altberg - Pan-Cinema Permanente – Flavio Botelho | - Fabiula Nascimento – Estômago como Íria - Kaíque de Jesus Santos – Linha de Passe como Reginaldo - Marcelo Mello Jr. – Última Parada 174 como Alessandro "Alê" - Rafael Raposo – Noel: O Poeta da Vila como Noel Rosa - Vitória Frate – Era Uma Vez... como Nina                                              |
| Melhor Filme Estrangeiro | Melhor Elenco |
| - Wall-E (Estados Unidos) - O Banheiro do Papa (Uruguai) - Do Outro Lado (Alemanha) - O Escafandro e a Borboleta (França) - Gomorra (Itália) | - Linha de Passe – Fátima Toledo - Chega de Saudade – Vivian Golombek e Sergio Penna - Era Uma Vez... – Ciça Castello - Feliz Natal – Oberdan Jr. - Jogo de Cena – Eduardo Coutinho |